# Kandla (Estland)
Kandla (Duits: Kandel) is een plaats in de Estlandse gemeente Saaremaa, provincie Saaremaa. De plaats heeft de status van dorp (Estisch: küla).
Tot in december 2014 behoorde Kandla tot de gemeente Kärla, tot in oktober 2017 tot de gemeente Lääne-Saare en sindsdien tot de fusiegemeente Saaremaa.

## Bevolking
Het dorp had 15 inwoners op 31 december 2011 en 21 inwoners op 31 december 2021.

## Ligging
Kandla ligt ongeveer 17 km ten noordwesten van Kuressaare, de hoofdstad van de gemeente. Ten westen van Kandla ligt het meer Karujärv, 3,3 km² groot.

## Geschiedenis
Kandla werd voor het eerst vermeld in 1538 als Jurgen Hastver tho Kandel, een boerderij. In 1798 was een dorp Kandel ontstaan. Een landgoed Kandla werd voor het eerst genoemd in 1542, oorspronkelijk onder de naam Wackerselge. Het landgoed was achtereenvolgens in handen van de families Berg, von Ekesparre en von Güldenstubbe. De laatste eigenaar voor het landgoed in 1919 door het onafhankelijk geworden Estland werd onteigend, was Ludwig von Güldenstubbe.
Het landhuis, vermoedelijk gebouwd rond 1900, is in particuliere handen.